# سیلورکلیف (کلرادو)
سیلورکلیف (به انگلیسی: Silver Cliff) شهری در ایالت کلرادو کشور ایالات متحده آمریکا است که جمعیت آن در سرشماری سال ۲۰۱۰ میلادی، ۵۸۷ نفر بوده‌است.